# Biron (Ciney)
Pour les articles homonymes, voir Biron.
Biron est un quartier de la ville belge de Ciney.

## Description
Hameau condruzien en calcaire et ardoise situé au Nord-Est de Ciney, le village de Biron est très ancien. Il était autrefois séparé de la ville de Ciney. La jonction avec la ville s'est progressivement réalisée lors de l'urbanisation au vingtième siècle.
Le village est traversé par le ruisseau le Biron, prenant source près du hameau de Vehir, se dirige de l'Est à l'Ouest et se jetant dans le Bocq non loin d'Halloy.
Il semble que le village ait donné son nom à une ancienne famille de Biron, présente au début du XVIIe siècle.
La partie sur la gauche de la route menant vers Liège (avenue Schlögel) est constituée d'une partie ancienne autour de la ferme de Surlemont (XVIIe siècle), ancienne seigneurie hautaine dépendant de la principauté de Liège. La Ferme de Surlemont est une ancienne ferme fortifiée, située un peu à l'écart du hameau, sur un petit promontoire dominant le ruisseau le Biron. C'est un bel ensemble en L en moellons de calcaire et pierres bleues datant de la fin XVIIe siècle. Les dépendances, quant à elles, seraient du XIXe siècle. La ferme, exploitée comme hôtel pendant une vingtaine d'années, est depuis quelques années une résidence pour les pensionnaires de l'IMP. De ce côté, à noter la présence d'une maison d'ermite (début du XIXe siècle) et du château-ferme de Biron (1853). Les lotissements se sont développés au cours du vingtième siècle. D'anciennes fouilles menées au XIXe siècle ont relevé des restes antiques.
La partie sur la droite de l'avenue Schlögel vers Liège est constituée du cœur du village et dépendait de la ville de Ciney. Les maisons du XIXe siècle entourent la chapelle Saint-Remy (1911) et la place du Baty, de même que sur le chemin de l'Alloux.

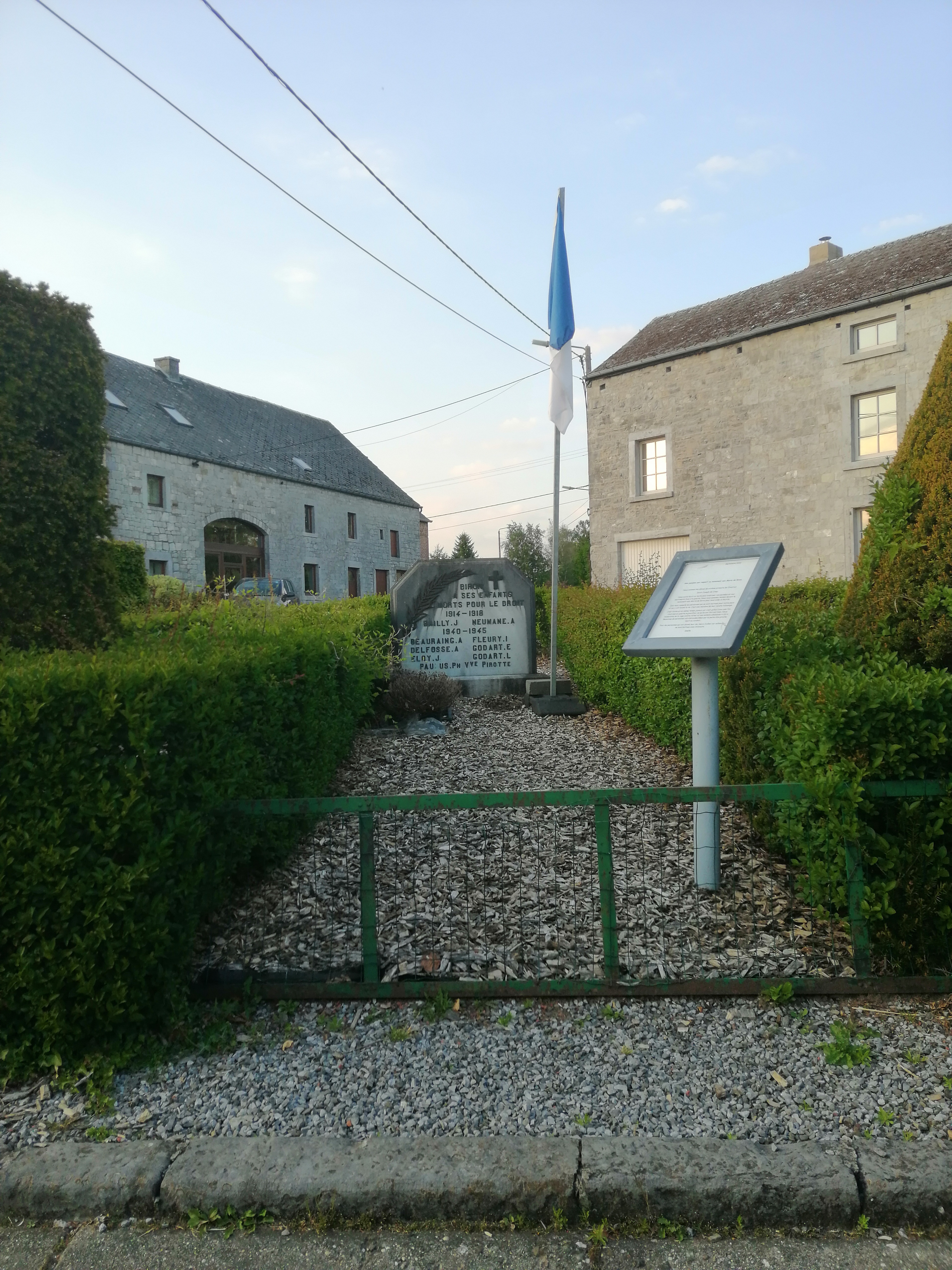
Monument aux morts - Place du Baty

Des fermes plus anciennes sont présentes, notamment au numéro 1, ensemble en L en moellons de calcaire et pierre bleue, composé d'un logis de 1808 et de dépendances construites en plusieurs étapes depuis le XVIIIe siècle. La chapelle Saint-Remy, petite église villageoise, est en style néo-gothique en moellons de calcaire sur base des plans de Pierre-Joseph Louwers, architecte provincial et dont la marraine est Marguerite de Cerf, ancienne habitante du village, ce qui explique que la cloche porte le nom de Marguerite. La route, après avoir descendu la pente derrière l'église, mène vers Vehir et aux sources du Biron, traversant l'ancien moulin de Biron, autrefois exploité grâce au ruisseau, composé d'un bel ensemble en moellons calcaire situé dans la vallée du ruisseau. il est composé d'un logis et de l'ancien moulin ainsi que de dépendances agricoles datant du XIXe siècle. L'ensemble est exploité comme gîte.

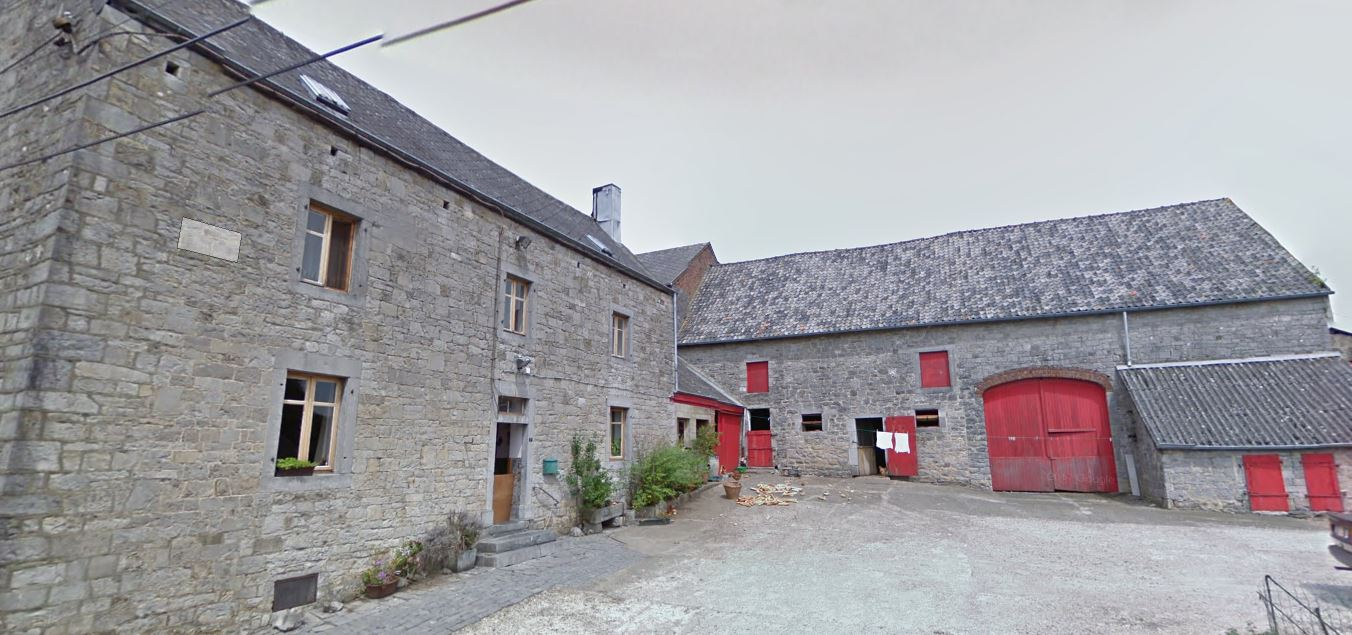
Chemin de l'alloux 5
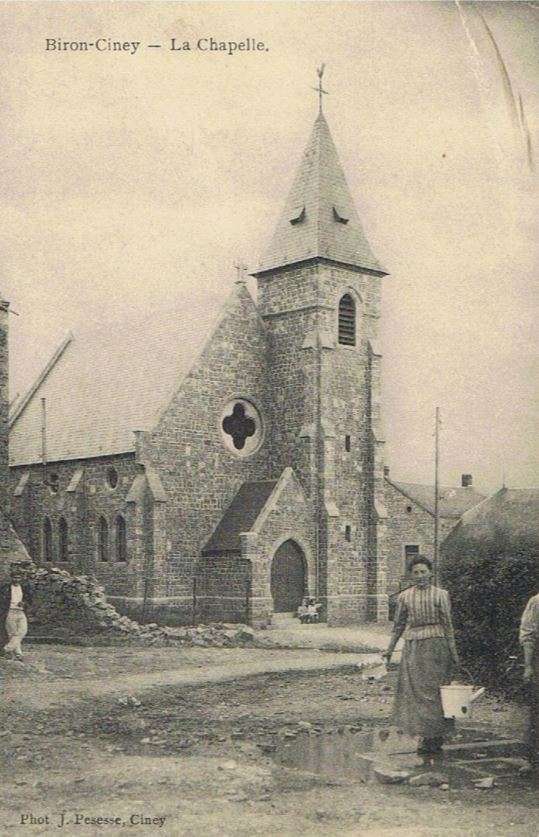
Chapelle Saint-Remy
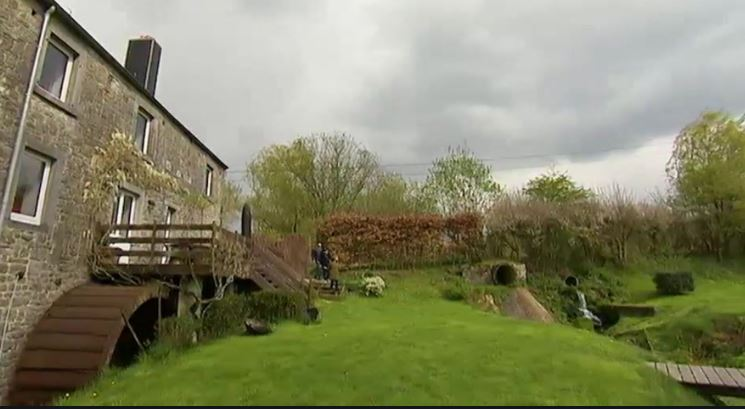
Ancien moulin de Biron

La partie du village vers Vehir est mieux préservée et la biodiversité est mise à l'honneur avec le plan Bee. Le projet « Plan Bee » a été mis en place par Nature & Progrès en 2018. Il vise à étudier la faisabilité agronomique, apicole et économique de semer des fleurs mellifères sur des surfaces de 10 hectares pour produire du miel et des produits dérivés des cultures mellifères (semences, etc.). Il s’inscrit dans la volonté de l’association d’aller vers une suppression totale des pesticides chimiques de synthèse en Wallonie tout en développant des ruches.

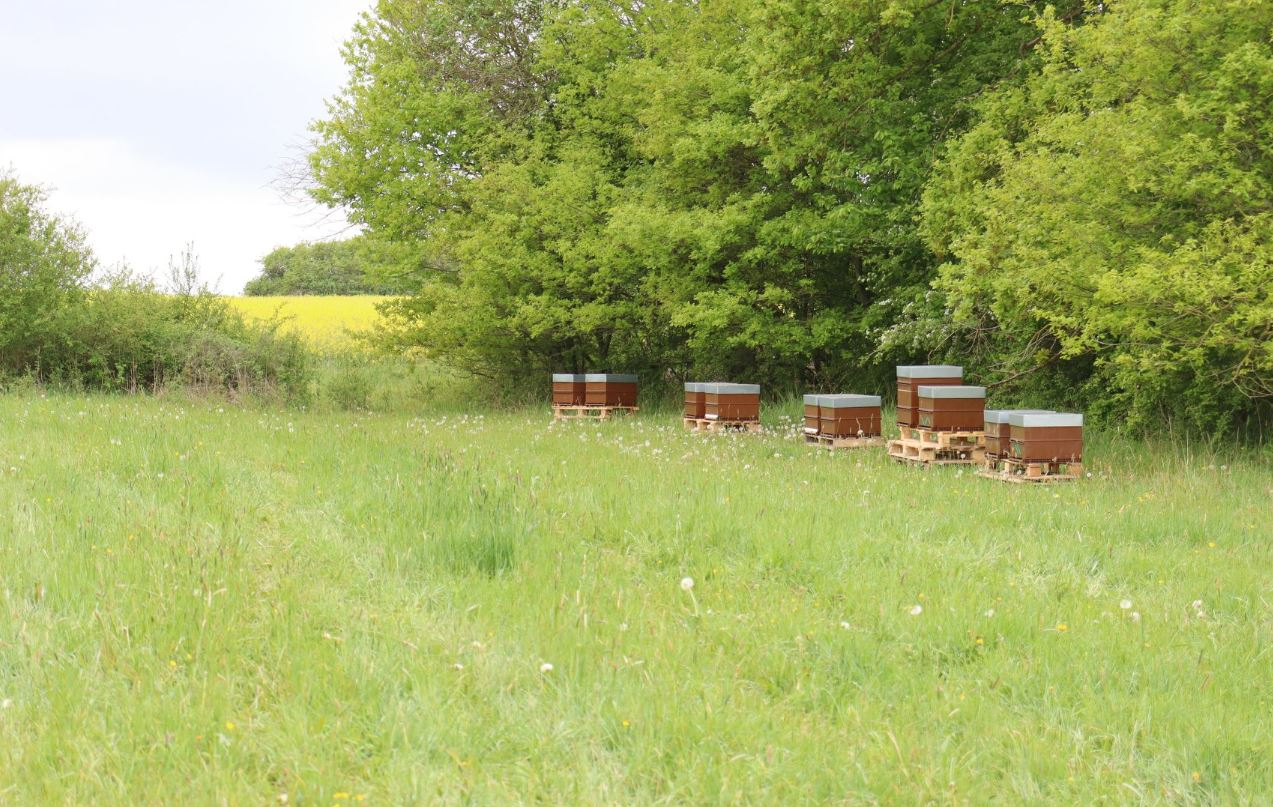
Plan Bee

Le zoning économique de Biron est composé de deux parties :
- Le petit zoning, situé à gauche de l'avenue Schlögel vers Liège, composé de magasins de détail (bricolage, grande surface, vêtements, électroménager...).
- Le Parc de Biron et de Lienne a une vocation principalement agro-alimentaire. Il est également appelé Parc Industriel, artisanal et PME de Ciney. Sa fréquentation et son animation sont assurées par la présence du Hall Ciney Expo ainsi que du Marché Couvert. Arrivé à saturation, une extension est prévue pour 2021 près de la N4 avant Hamois[6].

## Vie culturelle

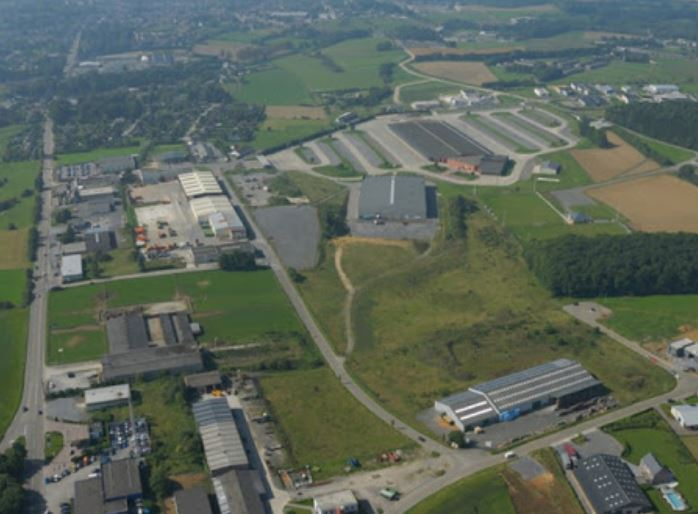
Parc de Biron et de Lienne

Le comité des fêtes de Biron organise de manière dynamique une série d'activités tout au long de l'année: brocante, animations d'Halloween, Marché de Noël, visite du Père Noël dans le village...